# Наринска котловина
Наринската котловина (на киргизки: Нарын өрөөнү; на руски: Нарынская котловина) е междупланинска котловина в централната част на Киргизстан (Наринска и Джалалабадска област), разположена във Вътрешен Тяншан, по средното течение на река Нарин (дясна съставяща на Сърдаря). Простира се от запад на изток на протежение от 250 km, ширина до 50 km, надморска височина от 1300 m в западната част до 3000 m по периферията. Отводнява се от река Нарин и множеството ѝ леви и десни притоци. По десният бряг на Нарин са развити характерни силноразчленени и труднопроходими релефни форми, т.нар. бедленд. Има рязко континентален климат със студена, почти безснежна зима и прохладно лято. Средна януарска температура от -15 до -18 °C, средна юлска температура от 15 до 17 °C. Годишна сума на валежите 200 – 300 mm. Заета е от светлокафяви почви, върху които е развита солянково-пелинова и планинско-степна растителност. В източната ѝ част на около 2100 m н.в. е разположен град Нарин, административен център на Наринска област, а в западната ѝ част, на 1300 m н.в. – районният център село Казарман, в Джалалабадска област.

## Топографска карта
- К-43-В М 1:500000[2]
- К-43-Г М 1:500000[3]